# Clydebank
Clydebank (Goidelisch: Bruach Chluadidh) is een plaats (town) in Schotland en telt ongeveer 25.000 inwoners (46.000 inclusief omliggende plaatsen).
Clydebank was de plaats waar John Brown & Company, was gevestigd. Hier zijn veel bekende schepen gebouwd zoals HMS Hood, RMS Queen Mary, RMS Queen Elizabeth, and Queen Elizabeth 2.
Ook een bekende werkgever was de Singer Corporation van de naaimachines.

## Geboren
- James Barrett Reston (1909-1995), journalist
- James Cosmo (1948), acteur
- Kevin Gallacher (1966), voetballer
- Scott Henry (1987), golfer
- Kevin Bridges (1986), comedian

## Galerij

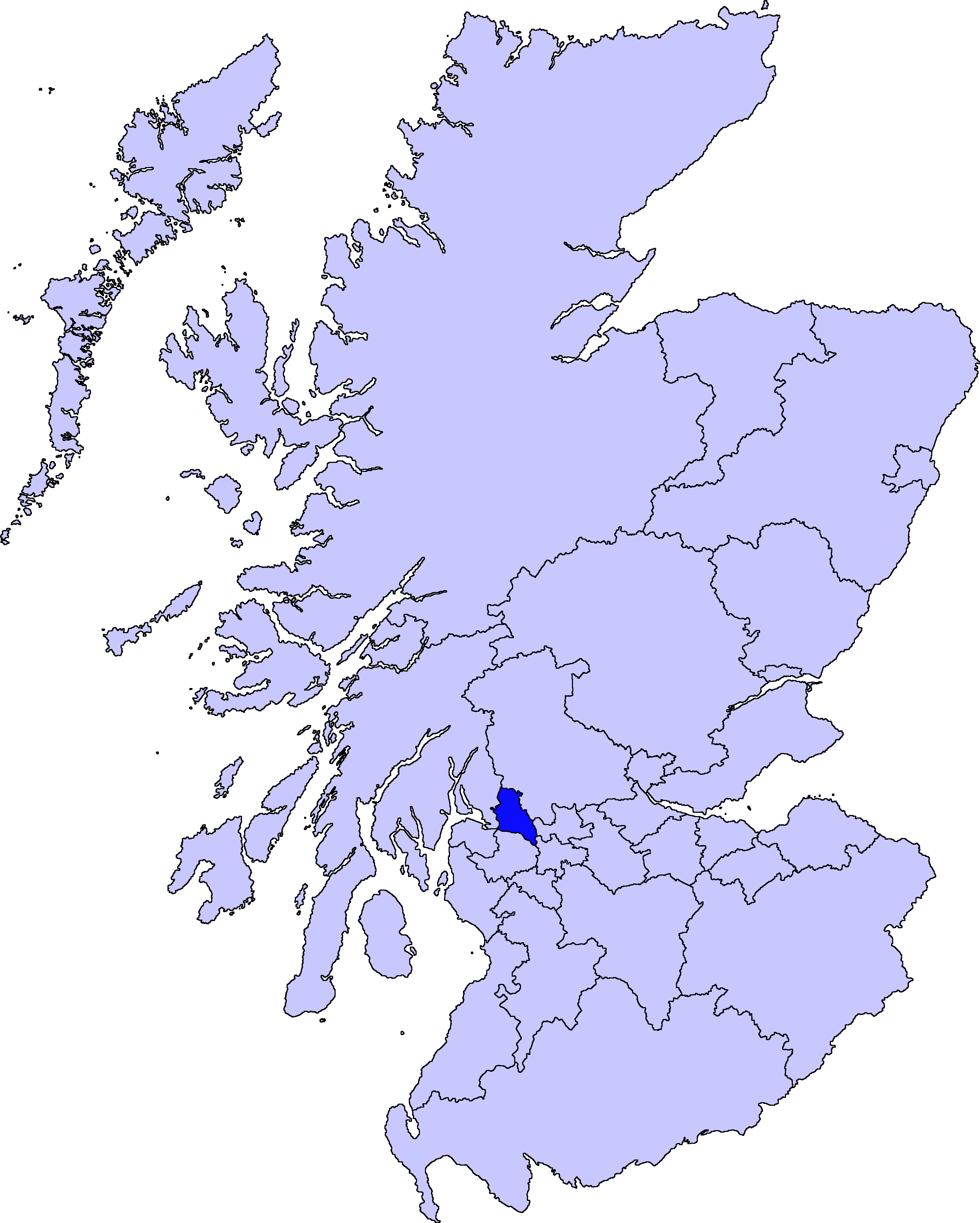
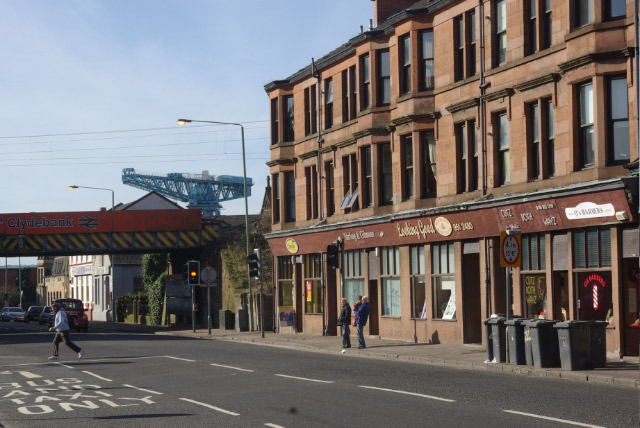
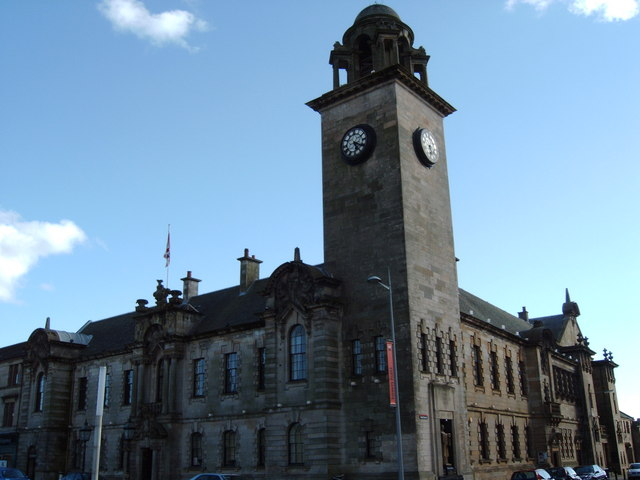
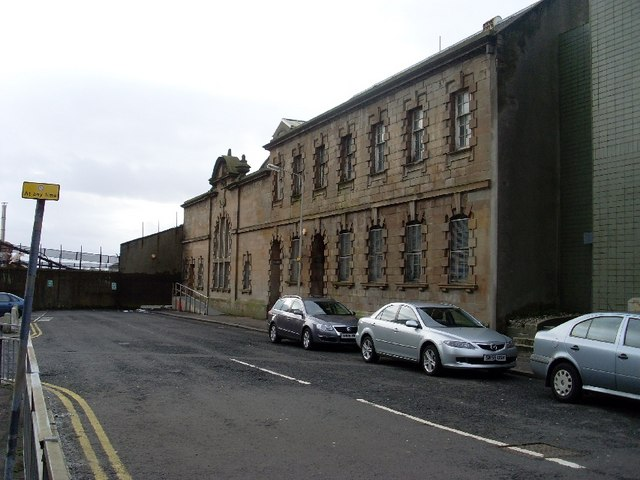
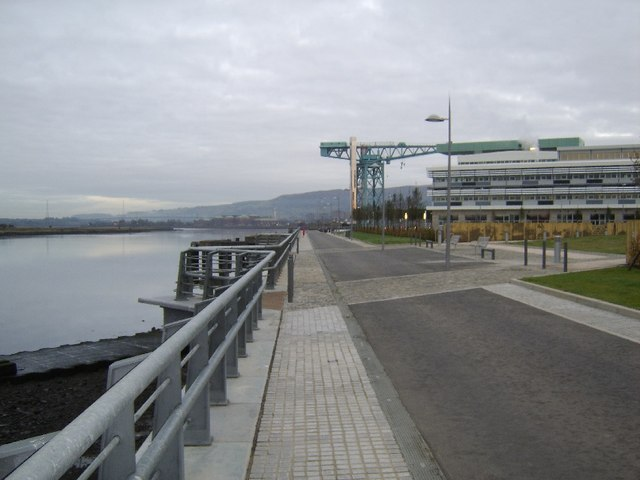
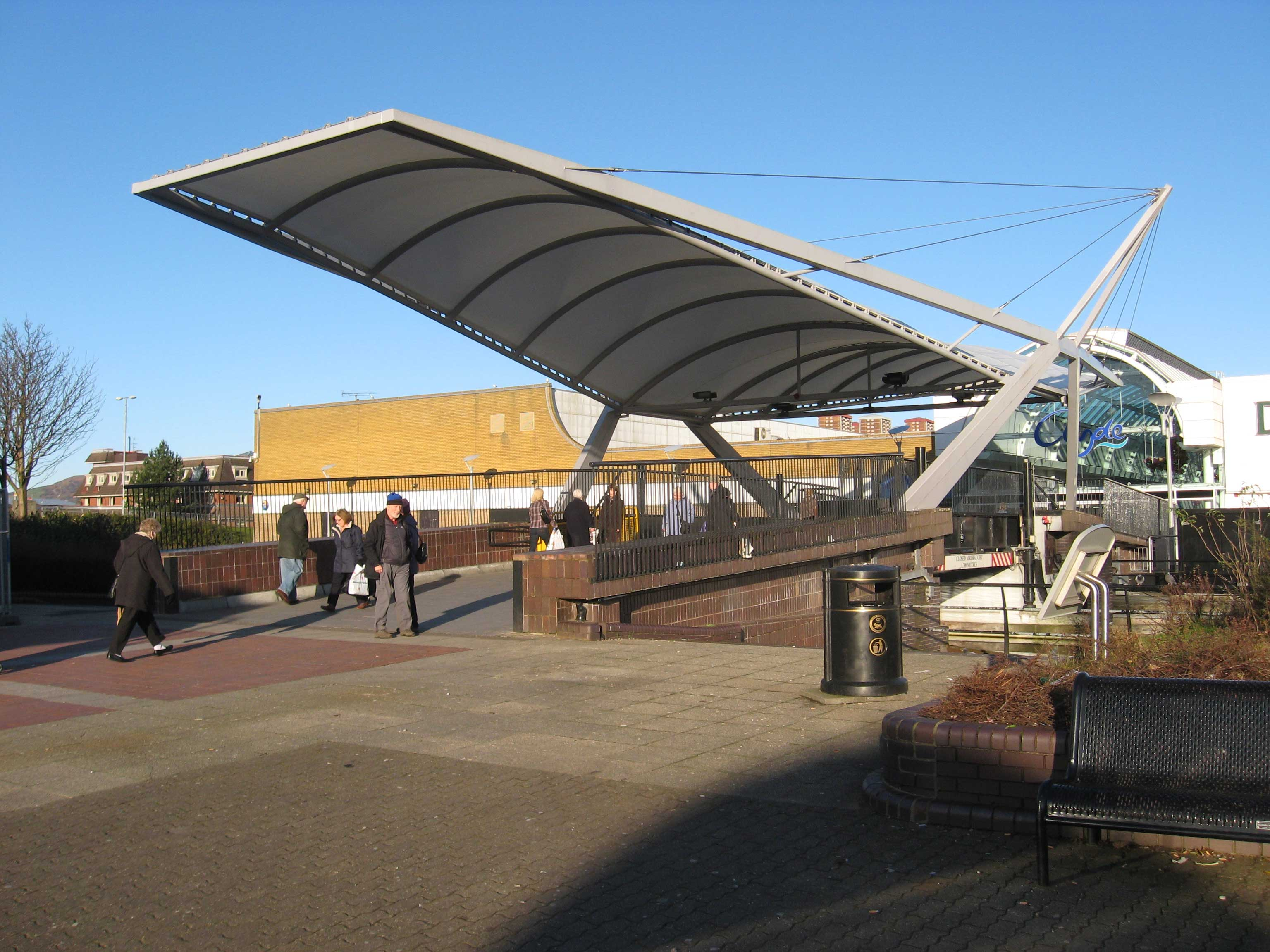